# Władysław Jakubiak

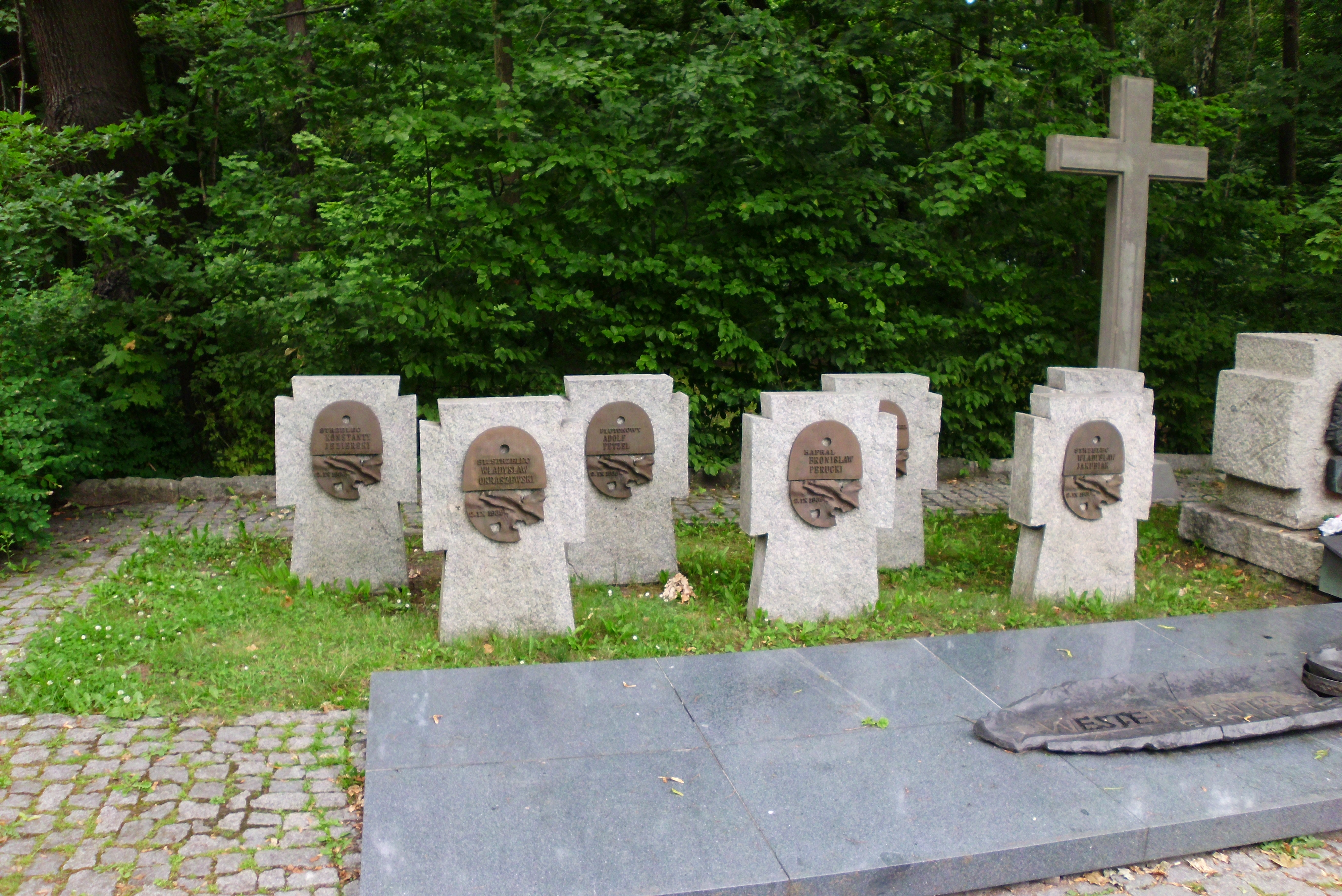
Nagrobek Władysława Jakubiaka i innych westerplatczyków na Cmentarzyku Poległych na Westerplatte

Władysław Jakubiak (ur. 16 kwietnia 1916 w Nowogrodzie, zm. 2 września 1939 na Westerplatte) – kanonier Wojska Polskiego II RP, członek załogi Wojskowej Składnicy Tranzytowej na Westerplatte w wojnie obronnej 1939. 

## Życiorys
Władysław Jakubiak urodził się w Nowogrodzie Łomżyńskim w Białostockiem jako syn Stanisława i Władysławy. Służbę wojskową odbywał w 14 dywizjonie artylerii konnej w Białymstoku, skąd został skierowany na Westerplatte 30 lipca 1939. Walczył tam w składzie wydzielonego z 14 dak działonu, obsługiwał na stanowisku zamkowego armatę wz. 02/26. Zginął wskutek wybuchu bomby przy koszarach. Jego symboliczny nagrobek znajduje się na Cmentarzyku Poległych na Westerplatte.

## Odznaczenia
- 1945 Krzyż Srebrny Orderu Virtuti Militari (pośmiertnie)